# Studebaker Electric

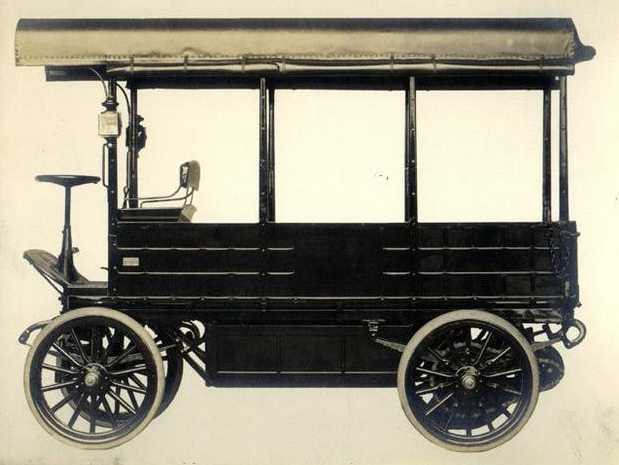
Un autobus elettrico fabbricato dalla Studebaker.

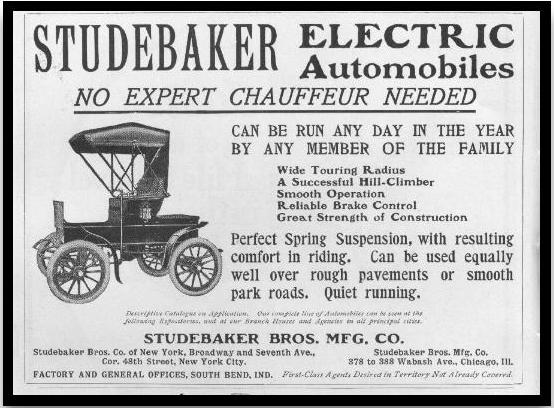
Una pubblicità dei veicoli elettrici Studebaker

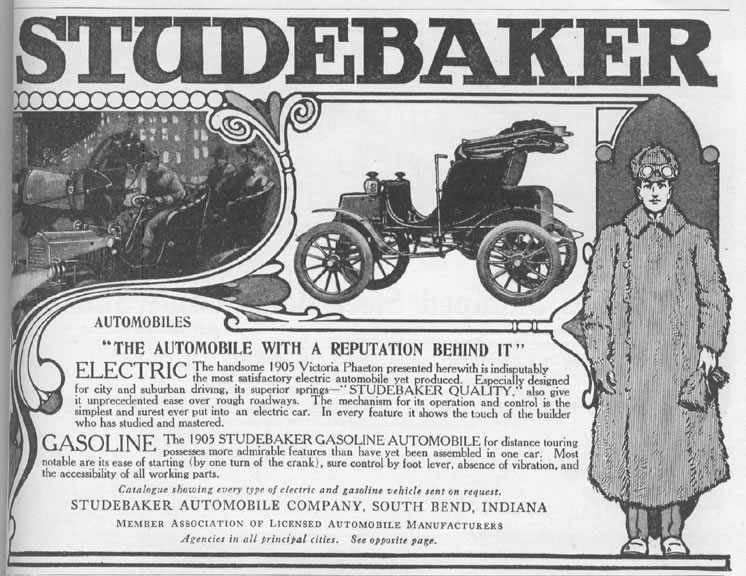
La Studebaker Electric del 1905 in un manifesto pubblicitario

L'Electric è un'auto elettrica costruita dalla Studebaker dal 1902 al 1911. Fu fabbricata a South Bend, nell'Indiana (Stati Uniti d'America).
La Studebaker, compagnia che costruiva carri e carrozze, entrò nel campo della costruzione delle automobili nel 1898, quando il presidente Fred Fish convinse il consiglio di amministrazione a investire 4000 dollari per lo sviluppo delle auto elettriche. Comunque, a causa dello scarso supporto dello stesso, la produzione fu di un solo modello. La Studebaker entrò anche nella produzione di carrozzerie per taxi elettrici grazie alla collaborazione della compagnia Alexander Pope Electric Vehicle Company.
La Studebaker cominciò la vera e propria produzione dell'auto elettrica nel 1902; la scelta cadde sul propulsore elettrico alimentato a batteria perché era una tecnologia pulita, facilmente ricaricabile, maneggevole nei centri urbani e senza la necessità di stazioni di rifornimento di carburante.
La Studebaker Electric era disponibile con varie versioni, molte delle quali imitavano le carrozzerie delle carrozze adibite a trasporto passeggeri. Tra queste ci furono le Stanhope, le Victoria e le Surrey. Un modello a quattro posti fu introdotto nel 1904.
Fish si rese però conto che la produzione di auto elettriche non aveva futuro, vincolata com'era dalla lentezza e dalle pesanti batterie, e decise di indirizzare gli investimenti sulle auto a benzina. Ma l'esperienza della Studebaker in campo automobilistico si riduceva all'assemblaggio delle carrozzerie e alla distribuzione delle autovetture, e non alla produzione di motori. Per questo motivo la Studebaker si alleò nel 1904 con la piccola casa automobilistica Garford, a formare la Studebaker-Garford. L'alleanza funzionò bene fino al 1909-1910, quando la Garford tentò di dirottare i telai Studebaker verso la produzione in proprio di autovetture finite, e Studebaker, cercando di indirizzare i suoi sforzi nella realizzazione di una vettura dal prezzo abbordabile, strinse un accordo con la E-M-F Company di Detroit. La E-M-F avrebbe costruito l'intera auto, che sarebbe stata distribuita da venditori Studebaker.
La Studebaker continuò a costruire auto elettriche fino a che Fish decise di iniziare il processo di acquisizione della E-M-F nel 1909. Il processo fu completato nel 1910
Già prima del 1912 divenne evidente che il futuro dell'automobile era la motorizzazione a benzina, piuttosto che le pesanti e lente auto elettriche. La Studebaker cessò quindi la produzione della “Electric”. Un annuncio ufficiale della Studebaker dichiarava:
The production of electric automobiles at South Bend has ended... It has been conducted for nine years without much success, and ultimately the superiority of the gasoline car (is) apparent.
(“la produzione di auto elettriche a South Bend è terminata… È stata portata avanti per nove anni senza molti successi, ed in definitiva la superiorità delle automobili a benzina è evidente”)